# 科斯塔凱內格里鄉 (加拉茨縣)
45°42′N 27°43′E / 45.700°N 27.717°E
科斯塔凱內格里鄉（羅馬尼亞語：Costache Negri, Galați），是羅馬尼亞的鄉份，位於該國東部，由加拉茨縣負責管轄，面積27平方公里，海拔高度49米，2007年人口2,658，人口密度每平方公里99人。